# ミャオミャオ (映画)
『ミャオミャオ』 （ 原題：渺渺、 英：Miao Miao ）は、 2008年に製作された、香港・台湾の合作映画。
2010年（第19回）東京国際レズビアン&ゲイ映画祭（7月11日・19日）にて日本で初上映された。

## キャスト
- シャオアイ（小璦）：張榕容
- ミャオミャオ（渺渺）：柯佳嬿
- チェン・フェイ（陳飛）：范植偉
- シャオアイの父：屈中恆
- 貝家欣：呉慷仁